# Admiral Hipper
Admiral Hipper – niemiecki krążownik z czasów II wojny światowej, pierwszy okręt swojego typu.

## Historia
Zwodowany 6 lipca 1935 w Hamburgu. Nazwany na cześć wiceadmirała Franza von Hippera, dowódcy eskadry krążowników liniowych w bitwie jutlandzkiej w 1916. Jego pierwsza akcja miała miejsce na wiosnę 1940 podczas inwazji na Norwegię – 8 kwietnia „Hipper” został staranowany przez brytyjski niszczyciel HMS „Glowworm”, w odległości 100 mil od fiordów Trondheim. Niszczyciel został zatopiony, ale przedtem zdołał wyrwać czterometrową dziurę w sterburcie krążownika. Trondheim padło 9 kwietnia; „Hipper” powrócił do Niemiec 12 kwietnia.
24 grudnia 1940 „Admiral Hipper”  spotkał konwój WS-5A, a 25 grudnia doszło do potyczki z eskortą konwoju, podczas której brytyjski krążownik ciężki HMS „Berwick” otrzymał kilka trafień. Awaria maszyn zmusiła „Admirala Hipper” do powrotu do Brestu.
31 grudnia 1942 „Hipper” (wraz z pancernikiem kieszonkowym „Lützow” i 6 niszczycielami) zaatakował na Morzu Barentsa na wschód od Wyspy Niedźwiedziej konwój JW-51B, osłaniany przez 5 niszczycieli i mniejsze jednostki. W bitwie na Morzu Barentsa „Admiral Hipper”  walczył z niszczycielami HMS „Onslow”, „Orwell” oraz „Achates”, topiąc ten ostatni oraz uszkadzając „Onslow” i trałowiec „Bramble”. Kleszczowy atak niemieckich okrętów był bojaźliwy, mało zdecydowany (obawiano się ataków torpedowych niszczycieli) i źle skoordynowany, co pozwoliło Brytyjczykom na przegrupowanie sił. W krytycznym momencie bitwy pojawiły się brytyjskie krążowniki lekkie HMS „Sheffield” i „Jamaica”, które szybko uszkodziły „Hippera” (został trafiony trzykrotnie). Ich pojawienie się sugerowało nadejście groźnego przeciwnika w postaci pancernika. Uszkodzenie niemieckiego okrętu, a także zakaz angażowania się w walkę z siłami od krążownika ciężkiego wzwyż, zakończyły bitwę. Mimo przewagi Niemców, efekt ich rajdu był skromny. Konwój uniknął całkowitej zagłady dzięki wzorowo przeprowadzonej walce obronnej.
Resztę wojny okręt spędził na Morzu Bałtyckim. 30 stycznia 1945, w drodze z Gdyni do Kilonii „Admiral Hipper”, mający na pokładzie 1700 uchodźców z Prus Wschodnich i obawiający się radzieckich okrętów podwodnych, ominął storpedowany statek pasażerski „Wilhelm Gustloff”, nie udzielając bezpośredniej pomocy rozbitkom. 2 lutego 1945 „Hipper” został zamaskowany w dokach w Kilonii, gdzie został zbombardowany 3 maja 1945 przez bombowce RAF.

## Kolejni dowódcy
- KptzS Hellmuth Heye: 29 kwietnia 1939 – 3 września 1940
- KptzS Wilhelm Meisel: 4 września 1940 – 10 października 1942
- KptzS Hans Hartmann: 11 października 1942 – 16 lutego 1943
- KzS Fritz Kraus: styczeń 1943
- KptzS Hans Henigst: marzec 1944 – maj 1945

## Dane techniczne
- zapas paliwa: 4250 t
- zasięg: 
  - 3 000 mil morskich przy 30 w
- koszt: około 85,8 miliona Reichsmarek

Opancerzenie
- pokład: 30 mm
- burty: 80 mm
- przednie stanowisko dowodzenia: 150 mm
- tylne stanowisko dowodzenia: 10–20 mm
- wieże artylerii 203 mm:
  - pokrycie czołowe: 105 mm
  - pokrycie górne: 70–105 mm
  - boki: 70 mm